# Liste der Bodendenkmale in Bergen (Celle)
In der Liste der Bodendenkmale in Bergen sind alle Bodendenkmale der niedersächsischen Stadt Bergen aufgelistet. Die Quelle ist der Denkmalatlas Niedersachsen. Der Stand der Liste ist der 20. April 2024.

## Allgemein
In den Spalten finden sich folgende Informationen des Bodendenkmales :
- Lage        : geographische Koordinaten
- Bezeichnung : Bezeichnung lt. Denkmalatlas
- Beschreibung: Beschreibung lt. Denkmalatlas
- ID          : Objekt-ID
- Bild        : Bild, ggf. zusätzlich mit Link zu weiteren Fotos im Medienarchiv Wikimedia Commons.

## Becklingen
| Lage                        | Bezeichnung                | Beschreibung | ID       | Bild |
| --------------------------- | -------------------------- | --- | -------- | ---- |
| 52° 52′ 43″ N, 9° 55′ 33″ O | Grabhügelfeld Becklingen 7 | Gruppe von ursprünglich 25 Grabhügeln, rund, Dm. 9 - 17 m; einer der Hügel oval, Dm. 15 × 23 m, H. von 0,5 bis 1,25 m. Vier Hügel waren nach Piesker bereits 1935 obertägig weitgehend zerstört. Erhalten sind heute nur noch die Grabhügel FStNr. 29 und 30 mit ca. 13,5 m Dm. und 0,7 - 1,0 m H. Aus einem Hügel der Gruppe stammt laut Laux ein norddeutsches Absatzbeil, ein wohl durchweg bronzezeitlicher Fund | 28926493 | BW   |
| 52° 52′ 43″ N, 9° 55′ 24″ O | Grabhügel Becklingen 29    | Dm. 13 m, H. 0,7 m. Am Ostrand durch planierte Fläche angeschnitten | 28926490 | BW   |
| 52° 52′ 42″ N, 9° 55′ 24″ O | Grabhügel Becklingen 30    | Dm. 14 m, H. 1 m, alte verwaschene Angrabungen. | 28926491 | BW   |

### Grabhügelfeld Becklingen 32
ID: 34751902
14 Grabhügel mit 7–14 m Dm. und 0,4–0,9 m H., fünf westlich und neun östlich der B 3. Ursprünglich eine Gruppe mit 20 Anlagen, von denen einige bereits vor 1936 zerstört worden waren; andere mussten dem Ausbau der Straße zwischen 1936 und 1944 weichen. Weitere sind zu Beginn der 1960er Jahre durch die Ansiedlung mehrerer Bauernhöfe mitten in dem Grabhügelfeld beseitigt worden. Untersuchungen einiger der Hügel erbrachten u. a. eine Frauenbestattung. Das bereits seit 1852 bekannte Inventar einer zweiten stammt möglicherweise ebenfalls von hier. Nach Norden hin, im Ldkr. Heidekreis, schließen weitere Grabhügel an (Bockel FStNr. 30).

| Lage                       | Bezeichnung             | Beschreibung                                                                                   | ID       | Bild |
| -------------------------- | ----------------------- | ---------------------------------------------------------------------------------------------- | -------- | ---- |
| 52° 53′ 18″ N, 9° 55′ 5″ O | Grabhügel Becklingen 32 | Annähernd rund, Dm. ca. 9 m, H. bis 0,4 m. Ränder fließend auslaufend.                         | 28926598 |      |
| 52° 53′ 19″ N, 9° 55′ 6″ O | Grabhügel Becklingen 33 | Annähernd rund, Dm. ca. 8 m, H. ca. 0,4 m.                                                     | 28926617 | BW   |
| 52° 53′ 15″ N, 9° 55′ 6″ O | Grabhügel Becklingen 37 | Annähernd rund, Dm. gut 9 m; H. 0,5 m.                                                         | 28926607 | BW   |
| 52° 53′ 17″ N, 9° 55′ 7″ O | Grabhügel Becklingen 38 | Ehemals annähernd rund, Dm. ca. 14 m; H. ca. 0,8 m. Osthälfte abgetragen.                      | 28926609 | BW   |
| 52° 53′ 16″ N, 9° 55′ 7″ O | Grabhügel Becklingen 39 | Ehemals annähernd rund, Dm. ca. 14 m, H. bis 0,8 m. Im östlichen Bereich teilweise abgetragen. | 28926608 | BW   |
| 52° 53′ 17″ N, 9° 55′ 8″ O | Grabhügel Becklingen 40 | Rund, Dm. 7 m, H. 0,4 m. Sehr verwaschen.                                                      | 28926610 | BW   |
| 52° 53′ 17″ N, 9° 55′ 9″ O | Grabhügel Becklingen 41 | Rund, Dm. 12 m, H. 0,6 m; abgeflacht.                                                          | 28926611 | BW   |
| 52° 53′ 15″ N, 9° 55′ 6″ O | Grabhügel Becklingen 43 | Dm. 14 m, H. 0,9 m, an der Ost-Seite H. bis 1,1 m. Durch Tierbaue gestört.                     | 28926614 | BW   |
| 52° 53′ 13″ N, 9° 55′ 4″ O | Grabhügel Becklingen 45 | Dm. 14 m, H. 0,9 m. Oberfläche stark gestört.                                                  | 28926615 | BW   |

## Belsen

### Grabhügelfeld Belsen 3
ID:28945027
Von ehemals sieben Grabhügeln einer Gruppe, die sich weiter nach Westen bis in die Gmkg. Lohheide erstreckte, sind zwei in der Gmkg. Belsen (FStNr. 5 und 6) mit 16–19 m Dm. und 0,9–1,1 m H. noch erhalten. 1880 wurden durch W. Meyer aus Bergen und Lehrer Winkelmann aus Belsen zwei Hügel der Gruppe durchgegraben und in einem zwei Urnenbestattungen freigelegt. Der andere ergab lediglich eine Scherbe, war also offensichtlich bereits schon früher geöffnet worden. 1935 führte H. Piesker eine Grabung an zwei Hügeln durch, die Bestattungen in Baumsärgen enthielten.

| Lage                       | Bezeichnung        | Beschreibung                                                                                             | ID       | Bild |
| -------------------------- | ------------------ | --- | -------- | ---- |
| 52° 46′ 42″ N, 9° 56′ 9″ O | Grabhügel Belsen 5 | Dm. 16,2 m; H. 0,85 m. Im westlichen Bereich eine große Auskofferung, T. ca. 0,8 m., sonst gut erhalten. | 28945033 | BW   |
| 52° 46′ 38″ N, 9° 56′ 8″ O | Grabhügel Belsen 6 | Dm. 19 m; H. 1,15 m. Auf Westseite etwa ein Viertel des Hügels abgefahren.                               | 28945034 | BW   |

## Diesten

### Grabhügelfeld Diesten 11
ID:28959041
Gruppe von vier Grabhügeln mit 9–12 m Dm. und 0,4–0,8 m H.

| Lage                        | Bezeichnung          | Beschreibung                                                                         | ID       | Bild |
| --------------------------- | -------------------- | ------------------------------------------------------------------------------------ | -------- | ---- |
| 52° 47′ 24″ N, 10° 3′ 31″ O | Grabhügel Diesten 11 | Rund, Dm. 12 m; H. 0,8 m; gleichmäßig gewölbt. Am Südwest-Rand verläuft ein Waldweg. | 28926550 | BW   |
| 52° 47′ 25″ N, 10° 3′ 30″ O | Grabhügel Diesten 72 | Annähernd rund, Dm. ca. 9 m; H. 0,6 m.                                               | 28947931 | BW   |
| 52° 47′ 24″ N, 10° 3′ 33″ O | Grabhügel Diesten 73 | Annähernd rund, Dm. ca. 11 m; H. ca. 0,6 m. An der Oberfläche einige Einkuhlungen.   | 28958934 | BW   |
| 52° 47′ 23″ N, 10° 3′ 34″ O | Grabhügel Diesten 74 | Rund, Dm. 9 m; H. 0,4 m.                                                             | 28959040 | BW   |

## Dohnsen
| Lage                        | Bezeichnung              | Beschreibung | ID       | Bild           |
| --------------------------- | ------------------------ | --- | -------- | -------------- |
| 52° 48′ 36″ N, 9° 59′ 37″ O | Grabhügel Dohnsen 18     | Annähernd rund, Dm. ca. 25 m; H. bis 1,8 m. Am südlichen Rand durch die Bahnlinie etwas angeschnitten. Einziges erhaltenes Objekt einer Gruppe von ursprünglich 13 Grabhügeln, aus denen Funde der mittleren Bronzezeit geborgen wurden. | 28972922 | BW             |
| 52° 49′ 31″ N, 10° 1′ 37″ O | Großsteingrab Dohnsen 19 | Rekonstruktion des Großsteingrabes, das sich 550 m weiter nördlich auf dem Steinberg östlich von Siddernhausen befand. 1977 wurden dort die Reste des vermutlich um 1800 zerstörten Grabes untersucht. Von den ursprünglich 34 Findlingen waren in der Osthälfte der Kammer noch 16 Seitensteine, drei Decksteine und zwei den Eingang flankierende Steine vorhanden, die durch Untergraben in den Ackerboden versenkt worden waren. Die wiederaufgebaute Kammer mit einer Innenlänge von 16 m befindet sich in einem annähernd Ost-West ausgerichteten Erdwall. Boden mit Granitsteinen gepflastert; östlicher Teil rekonstruiert. An nördlicher Langseite acht Tragsteine, an südlicher sieben mit Eingang zwischen dem fünften und sechsten Tragstein von Osten gesehen. Den Eingang flankieren zwei Gangsteine. Am Ost-Ende der Kammer ein Schlussstein sowie aufgelegter Deckstein. Lücken zwischen den Trägern sind mit Zwickelmauerwerk gefüllt. Zwei Decksteine südlich außerhalb abgelegt. Erläuterungstafel vor Ort. | 28927284 | Weitere Bilder |
| 52° 50′ 8″ N, 10° 2′ 3″ O   | Grabhügel Dohnsen 100    | Rest eines Grabhügels. Ehemals annähernd rund, Dm. ca. 15 m. Zentraler und nordwestlicher Bereich ausgekoffert. H. des erhaltenen Hügelbereiches noch bis 0,5 m. | 28926136 | BW             |
| 52° 50′ 10″ N, 10° 2′ 4″ O  | Grabhügel Dohnsen 101    | Annähernd rund, Dm. ca. 4 m, H. bis 0,3 m. | 28926233 | BW             |

## Hagen
| Lage                        | Bezeichnung            | Beschreibung | ID       | Bild           |
| --------------------------- | ---------------------- | --- | -------- | -------------- |
| 52° 49′ 19″ N, 9° 59′ 28″ O | Grabhügelfeld Hagen 16 | Grabhügelfeld mit ehemals 23 Hügeln, von denen 16 Anlagen mit 8 - 20 m Dm. und 0,4 - 2 m H. zumeist noch gut erhalten sind. Die Grabhügel bilden den westlichen Abschluss von drei Gruppen, die sich nördlich von Wohlde hinziehen und von denen mehrere Hügel der direkt im Südosten anschließenden Gruppe noch vorhanden sind (Hagen FStNr. 2). Aus einem etwas abseits liegenden Hügel wurden 1953 durch Piesker zwei älterbronzezeitliche Bestattungen geborgen. | 28927403 | Weitere Bilder |
| 52° 49′ 22″ N, 9° 59′ 33″ O | Grabhügel Hagen 18     | Rund. Dm. 13 m, H. 0,8 m. | 28926692 | BW             |
| 52° 49′ 19″ N, 9° 59′ 26″ O | Grabhügel Hagen 19     | Annähernd rund, Dm. ca. 13 m, H. ca. 1 m. | 28926693 | BW             |
| 52° 49′ 19″ N, 9° 59′ 28″ O | Grabhügel Hagen 20     | Annähernd rund, Dm. ca. 18 m, H. bis 1,3 m. | 28926694 | BW             |
| 52° 49′ 20″ N, 9° 59′ 28″ O | Grabhügel Hagen 63     | Annähernd rund, Dm. ca. 20 m, H. ca. 1,8 m. | 28927764 | BW             |
| 52° 49′ 21″ N, 9° 59′ 28″ O | Grabhügel Hagen 64     | Annähernd rund, Dm. ca. 15 m; H. ca. 1 m. | 28927858 | BW             |
| 52° 49′ 22″ N, 9° 59′ 26″ O | Grabhügel Hagen 65     | Annähernd rund, Dm. ca. 9 m, H. 0,5 m. | 28927859 | BW             |
| 52° 49′ 21″ N, 9° 59′ 30″ O | Grabhügel Hagen 66     | Annähernd rund, Dm. 12 m, H. 0,7 m. Östlicher Bereich abgetragen. | 28927860 | BW             |
| 52° 49′ 23″ N, 9° 59′ 29″ O | Grabhügel Hagen 67     | Rund, Dm. 15 m, H. 0,8 m. | 28927861 | BW             |
| 52° 49′ 22″ N, 9° 59′ 27″ O | Grabhügel Hagen 70     | Annähernd rund, Dm. ca. 10 m, H. 0,7 m. | 28927864 | BW             |
| 52° 49′ 21″ N, 9° 59′ 26″ O | Grabhügel Hagen 71     | Annähernd rund, Dm. ca.10 m, H. ca. 0,6 m. | 28927758 | BW             |
| 52° 49′ 22″ N, 9° 59′ 25″ O | Grabhügel Hagen 72     | Annähernd rund, Dm. ca. 8 m, H. bis 0,4 m. West-Rand von Acker angeschnitten. | 28927865 | BW             |
| 52° 49′ 20″ N, 9° 59′ 29″ O | Grabhügel Hagen 73     | Annähernd rund, Dm. ca. 12 m, H. ca. 0,8 m. | 28958654 | BW             |
| 52° 49′ 21″ N, 9° 59′ 30″ O | Grabhügel Hagen 74     | Annähernd rund, Dm. ca. 8 m, H. bis 0,6 m. | 28958750 | BW             |
| 52° 49′ 18″ N, 9° 59′ 24″ O | Grabhügel Hagen 75     | Annähernd rund, Dm. ca. 15 m, H. ca. 0,7 m. Einkuhlungen an der Oberfläche. | 28958751 | BW             |
| 52° 49′ 17″ N, 9° 59′ 25″ O | Grabhügel Hagen 76     | Annähernd rund, Dm. ca. 10 m, H. ca. 0,4 m. Ränder fließend auslaufend. | 28958753 | BW             |
| 52° 49′ 18″ N, 9° 59′ 26″ O | Grabhügel Hagen 77     | Annähernd rund, Dm. ca. 8 m, H. ca. 0,4 m. | 28958752 | BW             |

### Grabhügelfeld Hagen 2
ID: 28958132
Recht eindrucksvolles Grabhügelfeld mit ehemals mindestens 37 Grabhügeln. Davon erhalten sind noch 31 (FStNr. 7–15, 23–30 und 32–45) mit 9–25 m Dm. und 0,5–2,0 m H. Die Grabhügel gehören zu der mittleren von drei Gruppen, die sich in einem breiten Streifen nördlich von Wohlde erstrecken. Von der, die sich im Nordwesten in der Gmkg. Hagen (FStNr. 16) anschließt sind noch Grabhügel vorhanden, während die im Südosten in der Gmkg. Dohnsen zerstört sind. Bei Grabungen um 1900, 1953 und 1957 wurden mehrere bronzezeitliche Bestattungen freigelegt.
Hinweistafel vorhanden.

| Lage                        | Bezeichnung        | Beschreibung | ID       | Bild           |
| --------------------------- | ------------------ | --- | -------- | -------------- |
| 52° 49′ 10″ N, 9° 59′ 38″ O | Grabhügel Hagen 7  | Annähernd rund, Dm. ca. 13 m, H. ca. 1,2 m. Eintiefung vom südwestlichen bis südöstlichen Hügelfuß. | 28926590 | Weitere Bilder |
| 52° 49′ 15″ N, 9° 59′ 44″ O | Grabhügel Hagen 8  | Annähernd rund, Dm. ca. 11 m, H. 0,5 m. Rand im Osten durch eine Bodenwelle kaum erkennbar. | 28926591 | BW             |
| 52° 49′ 14″ N, 9° 59′ 43″ O | Grabhügel Hagen 9  | Rund, Dm. 15 m, H. 1,2 m. Tierbaue und kleinere Eingrabungen an der Oberfläche. | 28926592 | BW             |
| 52° 49′ 13″ N, 9° 59′ 42″ O | Grabhügel Hagen 10 | Rund, Dm. 9 m; H. 0,7 m, Gelände fällt nach Norden weiter ab. | 28926685 | BW             |
| 52° 49′ 13″ N, 9° 59′ 43″ O | Grabhügel Hagen 11 | Rund, Dm. 12 m, H. ca. 0,8 m. | 28926593 | BW             |
| 52° 49′ 13″ N, 9° 59′ 39″ O | Grabhügel Hagen 12 | Annähernd rund, Dm. ca. 10 m, H. ca. 1 m. | 28926686 | BW             |
| 52° 49′ 12″ N, 9° 59′ 40″ O | Grabhügel Hagen 13 | Annähernd rund, Dm. ca. 15 m, H. ca. 1,3 m. | 28926687 | BW             |
| 52° 49′ 11″ N, 9° 59′ 41″ O | Grabhügel Hagen 14 | Annähernd rund, Dm. ca. 25 m, H. ca. 1,2 m. Abgeflachte Kuppe; Einkuhlungen und Tierbaue an der Oberfläche. | 28926689 | BW             |
| 52° 49′ 12″ N, 9° 59′ 42″ O | Grabhügel Hagen 15 | Annähernd rund, Dm. ca. 12 m, H. ca. 1 m. | 28926688 | BW             |
| 52° 49′ 15″ N, 9° 59′ 41″ O | Grabhügel Hagen 23 | Annähernd rund, Dm. ca. 13 m, H. ca. 1,2 m. | 28926697 | BW             |
| 52° 49′ 15″ N, 9° 59′ 40″ O | Grabhügel Hagen 24 | Rund, Dm. 15 m, H. 1,2 m. | 28926698 | BW             |
| 52° 49′ 14″ N, 9° 59′ 39″ O | Grabhügel Hagen 25 | Rund, Dm. 13 m, H. 1 m. | 28926699 | BW             |
| 52° 49′ 11″ N, 9° 59′ 42″ O | Grabhügel Hagen 26 | Annähernd rund, Dm. ca. 10 m, H. ca. 1 m. Stößt im Süden an Grabhügel FStNr. 27. | 28926700 | BW             |
| 52° 49′ 11″ N, 9° 59′ 42″ O | Grabhügel Hagen 27 | Annähernd rund, Dm. ca. 8 m, H. ca. 0,8 m. Stößt im Norden an Grabhügel FStNr. 26. | 28926701 | BW             |
| 52° 49′ 11″ N, 9° 59′ 43″ O | Grabhügel Hagen 28 | Annähernd rund, Dm. ca. 10 m, H. ca. 0,7 m. | 28926702 | BW             |
| 52° 49′ 11″ N, 9° 59′ 40″ O | Grabhügel Hagen 29 | Annähernd rund, Dm. ca. 15 m, H. ca. 1,5 m. | 28926703 | BW             |
| 52° 49′ 10″ N, 9° 59′ 42″ O | Grabhügel Hagen 30 | Rund, Dm. 10 m, H. 1 m. | 28926704 | BW             |
| 52° 49′ 13″ N, 9° 59′ 45″ O | Grabhügel Hagen 32 | Ehemals annähernd rund, Dm. ca. 18 m, H. ca. 1,5 m. Östliches Drittel abgetragen. | 28926707 | BW             |
| 52° 49′ 12″ N, 9° 59′ 45″ O | Grabhügel Hagen 33 | Erhaltener westlicher Teil oval, etwa Nord-Süd orientiert, L. ca. 20 m und Br. 15 m, H. ca. 1,8 m. Eine Grabung durch Piesker 1944 ergab sechs Bestattungen aus denen Gewandnadeln, Hals-, Arm- und Fingerschmuck, eine Dolchklinge, Feuersteinpfeilspitzen und ein Tongefäß geborgen wurden. | 28926706 | BW             |
| 52° 49′ 11″ N, 9° 59′ 44″ O | Grabhügel Hagen 34 | Annähernd rund, Dm. ca. 13 m, H. ca. 1,3 m. | 28926708 | BW             |
| 52° 49′ 10″ N, 9° 59′ 45″ O | Grabhügel Hagen 35 | Annähernd rund, Dm. ca. 15 m, H. ca. 1,3 m. | 28926709 | BW             |
| 52° 49′ 10″ N, 9° 59′ 43″ O | Grabhügel Hagen 36 | Rund, Dm. 10 m, H. 1 m. | 28926710 | BW             |
| 52° 49′ 10″ N, 9° 59′ 42″ O | Grabhügel Hagen 37 | Annähernd rund, Dm. ca. 12 m, H. ca. 1,5 m. | 28926711 | BW             |
| 52° 49′ 10″ N, 9° 59′ 44″ O | Grabhügel Hagen 38 | Annähernd rund, Dm. ca. 12 m, H. ca. 1 m. West-Rand durch Waldweg leicht angeschnitten. | 28926712 | BW             |
| 52° 49′ 9″ N, 9° 59′ 45″ O  | Grabhügel Hagen 39 | Annähernd rund, Dm. ca. 12 m, H. bis 0,8 m. | 28926713 | BW             |
| 52° 49′ 9″ N, 9° 59′ 43″ O  | Grabhügel Hagen 40 | Annähernd rund, Dm. ca. 12 m, H. ca. 1,2 m; Ränder fließend auslaufend. | 28926714 | BW             |
| 52° 49′ 8″ N, 9° 59′ 43″ O  | Grabhügel Hagen 41 | Rund, Dm. 15 m, H. ca. 1,8 m. | 28926715 | BW             |
| 52° 49′ 9″ N, 9° 59′ 41″ O  | Grabhügel Hagen 42 | Oval, etwa Nord-Süd orientiert, L. ca. 17 m, Br. ca. 13 m, H. ca. 2 m. | 28926716 | BW             |
| 52° 49′ 9″ N, 9° 59′ 44″ O  | Grabhügel Hagen 43 | Annähernd rund, Dm. ca. 9 m, H. ca. 0,7 m. | 28926807 | BW             |
| 52° 49′ 10″ N, 9° 59′ 39″ O | Grabhügel Hagen 44 | Annähernd rund, Dm. ca. 13 m, H. ca. 1 m. | 28926813 | BW             |

## Nindorf
| Lage                        | Bezeichnung         | Beschreibung                                                                                | ID       | Bild |
| --------------------------- | ------------------- | ------------------------------------------------------------------------------------------- | -------- | ---- |
| 52° 51′ 47″ N, 9° 58′ 40″ O | Grabhügel Nindorf 5 | Rund, Dm. 12 m; H. 0,6 m. Im südlichen Hügelbereich alte, flache Eingrabung und Fahrspuren. | 28926498 | BW   |
| 52° 51′ 47″ N, 9° 58′ 44″ O | Grabhügel Nindorf 6 | Rund, Dm. 10 m; H. 0,5 m. Im Zentrum Kuppenmulde.                                           | 28926499 | BW   |

## Offen

### Grabhügelfeld Offen 6
ID:28944902
Gruppe von zehn Grabhügeln, von denen neun mit 9–15 m Dm. und 0,6–1,0 m H. erhalten sind. Ein weiterer, ca. 250 m weiter nördlich liegender Grabhügel ist durch Sandentnahme zerstört worden.

| Lage                        | Bezeichnung        | Beschreibung                                                                                           | ID       | Bild |
| --------------------------- | ------------------ | --- | -------- | ---- |
| 52° 45′ 48″ N, 9° 59′ 26″ O | Grabhügel Offen 7  | Oval, etwa Nord-Süd orientiert, L. 15 m, Br. 9 m, H. ca. 1,0 m.                                        | 28944785 | BW   |
| 52° 45′ 47″ N, 9° 59′ 28″ O | Grabhügel Offen 8  | Annähernd rund, Dm. ca. 10 m, H. ca. 0,9 m.                                                            | 28944880 | BW   |
| 52° 45′ 46″ N, 9° 59′ 29″ O | Grabhügel Offen 9  | Annähernd rund, Dm. ca. 11 m, H. ca. 1,0 m.                                                            | 28944881 | BW   |
| 52° 45′ 45″ N, 9° 59′ 34″ O | Grabhügel Offen 10 | Annähernd rund, Dm. 12 m, H. bis 0,6 m. Unregelmäßige Oberfläche, wahrscheinlich teilweise abgetragen. | 28944882 | BW   |
| 52° 45′ 44″ N, 9° 59′ 35″ O | Grabhügel Offen 11 | Rund, Dm. 10 m, H. bis 0,7 m. Alte, fast verwachsene Eingrabung im Zentrum                             | 28944883 | BW   |
| 52° 45′ 45″ N, 9° 59′ 33″ O | Grabhügel Offen 12 | Rund, Dm. 10 m, H. ca. 0,7 m. Alte Eingrabung im Zentrum.                                              | 28944884 | BW   |
| 52° 45′ 45″ N, 9° 59′ 36″ O | Grabhügel Offen 13 | Annähernd rund, Dm. ca. 15 m, H. bis 1,0 m. Im Zentrum alte Eingrabung, 2 × 1 m, T. ca. 0,5 m.         | 28944885 | BW   |
| 52° 45′ 44″ N, 9° 59′ 36″ O | Grabhügel Offen 14 | Rund, Dm. 13 m, H. ca. 0,8 m. Einkuhlung im Zentrum.                                                   | 28944886 | BW   |
| 52° 45′ 43″ N, 9° 59′ 37″ O | Grabhügel Offen 15 | Annähernd rund, Dm. ca. 10 m, H. ca. 0,6 m. Alte Eingrabung im Zentrum, T. noch 0,4 m.                 | 28944887 | BW   |

## Wardböhmen
| Lage                        | Bezeichnung                | Beschreibung                                                                       | ID       | Bild |
| --------------------------- | -------------------------- | ---------------------------------------------------------------------------------- | -------- | ---- |
| 52° 51′ 33″ N, 9° 55′ 39″ O | Grabhügel Wardböhmen 7     | Rund, Dm. 10 m, H. ca. 0,5 m.                                                      | 28928693 | BW   |
| 52° 51′ 33″ N, 9° 55′ 39″ O | Grabhügelfeld Wardböhmen 7 | Gruppe von fünf Grabhügeln, 9 - 12 m Dm, 0,4 - 0,7 m H.; abgeflacht.               | 28928090 | BW   |
| 52° 51′ 34″ N, 9° 55′ 38″ O | Grabhügel Wardböhmen 13    | Annähernd rund, Dm. 10 m, H. bis 0,7 m. Abgeflachte Kuppe, durch Tierbaue gestört. | 28927971 | BW   |
| 52° 51′ 32″ N, 9° 55′ 37″ O | Grabhügel Wardböhmen 14    | Annähernd rund, Dm. ca. 12 m, H. ca. 0,6 m. Am Südwest-Rand größere Einkuhlung.    | 28927973 | BW   |
| 52° 51′ 31″ N, 9° 55′ 39″ O | Grabhügel Wardböhmen 15    | Rund, Dm. 9 m, H. 0,4 m. Ränder fließend auslaufend.                               | 28927975 | BW   |
| 52° 51′ 31″ N, 9° 55′ 40″ O | Grabhügel Wardböhmen 16    | Rund, Dm. 10 m, H. 0,5 m. Ränder fließend auslaufend.                              | 28927974 | BW   |